# 福井県立丸岡高等学校
福井県立丸岡高等学校（ふくいけんりつ まるおかこうとうがっこう、英: Fukui Prefectural Maruoka High School）は、福井県坂井市丸岡町篠岡（定時制校舎は坂井市丸岡町内田）にある公立の高等学校。丸岡高等女学校を前身に、1948年（昭和23年）の学制改革により現在の校名となった。通称は「丸高（まるこう）」。
同校は県下一のサッカー強豪校として知られ、全国大会常連の名門校でもある。

## 設置学科
全日制
- 普通科
  - みらい共創コース
  - スポーツ探求コース

定時制（昼間）
- 普通科

※4年間での卒業を目指す場合、授業は午前中のみ。
※3年間での卒業を目指す場合は午後も授業を受けることになる。

## 沿革
- 1913年（大正2年） - 丸岡町立女子裁縫學校開校。
- 1922年（大正11年）4月 - 福井縣丸岡實科高等女學校となる。
- 1924年（大正13年）4月 - 丸岡町立丸岡高等女學校となる。
- 1948年（昭和23年）
  - 3月 - 福井縣立丸岡高等女學校となる。
  - 4月 - 福井縣立坂井農學校と統合し、福井県立丸岡高等学校（東校舎）となる。
- 1949年（昭和24年）4月 - 福井県丸岡高等学校と改称。
- 1953年（昭和28年）4月 - 福井県丸岡高等学校（東・西校舎）を福井県坂井農業高等学校（西校舎）と分離。
- 1957年（昭和32年）4月 - 福井県立丸岡高等学校と改称。
- 1964年（昭和39年）4月 - 福井県立丸岡高等学校城東分校（定時制・普通科）を新たに設置。
- 2017年（平成29年）4月 - 福井県立丸岡高等学校城東分校から福井県立丸岡高等学校定時制に名称変更。
- 2018年（平成30年）4月 - 学校目標を「Think globally,act locally to make your dreams come true」に変更。
- 2019年（平成31年／令和元年）4月 - 文部科学省「地域との協働による高等学校教育改革推進事業」（グローカル型）の研究指定校となる[1]（2019年 - 2021年度の3年間指定）。

## 部活動

### 主な活動実績

#### サッカー部
小阪清吉総監督の赴任とともにその指導力のもと、県下随一のサッカー強豪校となった。1997年（平成9年）には、全国大会においてベスト4に進出した。同校OBには奥野誠一郎（大宮）、鷲田雅一（山形）、木村誠（川崎）らJリーガーも輩出している。1998年（平成10年）のベスト4メンバーは傑出した選手がいない中、元日本代表の加地亮らがいた滝川第二などの強豪校に勝利した。全国高校サッカー選手権大会第98回大会では、長崎総科大附に3-2と金星をあげた。2022年（令和4年）度ではインターハイで日大藤沢、市立船橋に金星をあげ、翌年の第99回大会ではBEST16にまで勝ち進んだ（この年には飯田晃明などの有力選手が多数いた）。3回戦では東京代表の帝京に2-3で敗北している。

#### 地域協働部
2019年（平成31年／令和元年）4月に創設。地元のと人々との交流を通して、地域の魅力を深堀し世界に発信することを目標とする。

### 部活動種目
- 運動部 - 野球、サッカー、剣道、新体操、バスケットボール（男・女）、ソフトテニス（男・女）、バレーボール（女）、卓球、バドミントン（男）
- 文化部 - 吹奏楽、地域協働、書道、美術イラスト、放送

## 所在地
全日制校舎
- 〒910-0293 福井県坂井市丸岡町篠岡23号11番地1

定時制校舎
- 〒910-0313 福井県坂井市丸岡町内田13号6番地

## アクセス
- 北陸自動車道 丸岡IC 下車（1つめの信号右折し、3つ目の信号を右折）
- 京福バス（丸岡線、芦原丸岡線）「丸岡高校」停留所 徒歩2分
- JR北陸新幹線・ハピラインふくい線・えちぜん鉄道勝山永平寺線福井駅 車で約30分（約13km）
- JR北陸新幹線・ハピラインふくい線芦原温泉駅 車で約20分（約10km）

## 著名な卒業生
- 清水澄子 - 参議院議員（日本社会党・社会民主党、旧制高女卒）
- 赤松一朗 - プロ野球選手（阪神タイガース）
- 南省吾 - サッカー選手（福岡ブルックス）
- 奥野誠一郎 - サッカー選手（福井県サッカー協会 ユースダイレクター）
- 川村文雄 - ピアニスト
- 鷲田雅一 - サッカー選手
- 木村誠 - サッカー選手
- 橋本早十 - サッカー選手（大宮アルディージャ アカデミーコーチ兼スカウト）
- 宇城康太 - サッカー選手
- 棗佑喜 - サッカー選手
- 梅井大輝 - サッカー選手

## 著名な教職員
- 松原信之（歴史学者、郷土史家）